# ハリー・ホップマン
ハリー・ホップマン（Harry Hopman, 1906年8月12日 - 1985年12月27日）は、オーストラリア・ニューサウスウェールズ州シドニー市出身の男子テニス選手。フルネームは Henry Christian Hopman （ヘンリー・クリスティアン・ホップマン）というが、「ハリー・ホップマン」の名前で最もよく知られる。現役選手時代は優れたダブルス選手として知られ、4大大会で男子ダブルス2勝・混合ダブルス5勝を挙げ、とりわけ妻のネル・ホール・ホップマン（1909年 - 1968年）との混合ダブルスで強さを発揮したが、シングルスでは全豪選手権で3年連続の準優勝に終わった。
ホップマンは男子テニス国別対抗戦・デビスカップオーストラリア代表監督として傑出した成績を残し、1938年から1969年まで30年以上の長きにわたってオーストラリア・チームを率いた。そのため、ホップマンはテニスの歴史の中でも屈指の名監督として名前を残した。

## 来歴

### 選手時代
ハリー・ホップマンの競技経歴は1928年から始まり、この年は全豪選手権でジャン・ボロトラとの準々決勝に進んだ。1929年と1930年の2年連続で、ホップマンはジャック・クロフォードとペアを組んで全豪選手権の男子ダブルスに2連覇を達成する。1930年、ホップマンは全豪選手権で男子シングルス・男子ダブルス・混合ダブルスの3部門すべてに決勝進出を果たし、クロフォードとの男子ダブルスと、ネル・ホール（本名：Eleanor Mary Hall, エリナー・メアリー・ホール）との混合ダブルスで優勝したが、男子シングルス決勝ではエドガー・ムーン（1904年 - 1976年）に敗れ、以後1932年まで3年連続準優勝の苦杯をなめた。1931年と1932年の男子シングルス決勝では、ホップマンはジャック・クロフォードに2連敗を喫している。ホップマンは1930年の全豪混合ダブルスで知り合ったネル・ホールとの関係を深め、1934年3月19日に結婚した。ハリーとネルは、夫婦ペアとして1936年・1937年・1939年の全豪選手権混合ダブルスに3度の優勝を加えた。
シングルスでのホップマンは、その後1936年と1937年の全豪選手権で準決勝に進んだが、1936年はエイドリアン・クイスト、1937年はビビアン・マグラスに敗れ、ついにシングルスで優勝のチャンスをつかむことができなかった。全豪選手権以外の大会では、1930年の全仏選手権と1938年・1939年の全米選手権でベスト8に入っているが、ウィンブルドン選手権では1934年・1935年の4回戦止まりに終わった。1939年は全米選手権で混合ダブルス優勝があるが、ここでは妻のネルではなく、アリス・マーブルとペアを組んだ。

### デビスカップ監督時代
1938年から、ハリー・ホップマンはデビスカップのオーストラリア代表監督に就任した。選手時代は1928年-1930年の3度出場のみであったが、監督として傑出した力量を発揮する。ホップマンが監督に就任した1938年は、「アメリカン・ゾーン」の決勝で日本チームとの対戦もあった。この年の代表選手はエイドリアン・クイストとジョン・ブロムウィッチであったが、ブロムウィッチがシングルス第1試合で日本の山岸二郎に敗れている。監督就任2年目の1939年、オーストラリアは「ワールドグループ・チャレンジラウンド」決勝でアメリカを3勝2敗で破り、1919年以来20年ぶりのデ杯奪還を果たした。しかし、この年に第2次世界大戦が勃発する。その間、デビスカップも開催中止を余儀なくされた。
終戦後の1946年にデビスカップも再開されたが、1946年から1949年までオーストラリアはアメリカにデ杯決勝で4連敗を喫したため、ホップマン監督の辞任を求める声が上がった。1950年にオーストラリアは終戦後初のデ杯優勝を果たし、1967年まで通算16度の優勝を達成した。この黄金期に、フランク・セッジマン、ケン・マグレガー、メルビン・ローズ、ケン・ローズウォール、ルー・ホード、アシュレー・クーパー、ニール・フレーザー、ロイ・エマーソン、ロッド・レーバー、ジョン・ニューカムなどの歴史的名選手たちが育っていった。
ホップマン監督の練習は、ランニング・柔軟体操・体育理論などのメソッドを総括した厳格な訓練で、夜間外出禁止などに違反した選手たちには罰金を科すこともあったという。デ杯監督としての在任期間中、ホップマンには“The Fox”（キツネ）“Miracle Man”（奇跡の男）などのニックネームがつけられ、世界中のテニス愛好家からも絶大な尊敬を集めた。彼自身はスポーツ・ジャーナリストの仕事で生計を立てた。
1968年1月10日、妻のネルが脳腫瘍のため58歳で亡くなった。1969年のデビスカップで、オーストラリアは「N&Cアメリカ・ゾーン」でメキシコに「2勝3敗」で敗れる。オーストラリア・チームは5月にメキシコの首都メキシコシティへ遠征したが、メキシコのエースであるラファエル・オスナにシングルス・ダブルス戦とも全敗した。（それからわずか10日後に、オスナは飛行機事故で落命した。）このメキシコ戦の敗戦を最後に、ハリー・ホップマンはデビスカップのキャプテンを退き、1970年からはニール・フレーザーがホップマンの後を引き継いだ。

### 晩年
デ杯監督から引退した後、ホップマンはアメリカに移住し、ティーチング・プロとしてビタス・ゲルレイティスやジョン・マッケンローなどを育てた。晩年はアメリカ・フロリダ州ラルゴに定住し、再婚した妻のルーシーとともに「ホップマン・テニス・アカデミー」を開設した。1978年に国際テニス殿堂入り。1985年12月27日、ハリー・ホップマンはラルゴにて79年の生涯を閉じた。
ホップマンの死後、彼の遺志を継いで「ホップマンカップ」が創設された。これは毎年12月末から1月初頭の年末年始にかけて、男女1人ずつの選手が国を代表する非公式の団体戦である。

## 4大大会優勝
- 全豪選手権　男子ダブルス：2勝（1929年＆1930年）／混合ダブルス：4勝（1930年・1936年・1937年・1939年）　［男子シングルス準優勝3度：1930年-1932年］
- 全米選手権　混合ダブルス：1勝（1939年）